# Поколение Икс (фильм)
Поколение Икс (англ. Generation X) — пилотный эпизод, срежисированный Джеком Шолдером, который транслировался на канале Fox 20 февраля 1996. Основан на одноимённой серии Marvel Comics, спин-оффе Людей Икс. Фильм продюсировали New World Entertainment и Marvel Entertainment Group.

## Сюжет
Подросток Джубилейшен Ли попадает в беду после проявления её способностей мутанта в игровой галерее. Из затруднительного положения её спасают Эмма Фрост и Шон Кэссиди, директора «Школы Ксавьера для одарённых подростков». Они вербуют «Джубили» и предлагают ей убежище в школе, месте, где мутанты учатся контролировать свои силы. Затем трио подбирает подростка Анджело «Скина» Эспиноса и направляется в школу, где Джубили и Скин знакомятся со своими однокурсниками, Мондо, Бафф и Рефраксом. В школе учеников учат не только справляться со своими силами мутантов, но и уживаться с людьми, которые их боятся и ненавидят. Учащихся предупреждают, чтобы они не покидали территорию школы во избежание конфликта с местными «горожанами».
В то время как Джубили и Скин свыкаются со своими новыми способностями, за ними начинает охоту безумный учёный Рассел Трэш. Тот некогда работал с Эммой Фрост в качестве исследователя над проектом по разработке «машины снов» для доступа к измерению снов, но его уволили из команды, когда Эмма стала свидетельницей его неэтичного поведения. Треш считает, что материал, извлечённый из мозгов мутантов, позволит ему развить свои экстрасенсорные способности. Если Джубили противится учёному, то Скин сам того не осознавая становится жертвой учёного. Мутанты объединяются в команду, чтобы остановить Трэша, который, в конечном итоге, попадает в заточение в ловушку «измерения снов».

## В ролях
| Актёр            | Роль                                            |
| ---------------- | ----------------------------------------------- |
| Финола Хьюз      | Эмма Фрост / Белая Королева                     |
| Джереми Рэчфорд  | Шон Кэссиди / Банши                             |
| Амарилис         | Моне Иветт Кларисса Мария Тереза Санта-Крус / М |
| Хизер МакКомб    | Джубилейшен Ли / Джубили                        |
| Бампер Робинсон  | Мондо                                           |
| Агустин Родригес | Анджело Эспиноса / Скин                         |
| Сюзанн Дэвис     | Арли Хикс / Бафф                                |
| Рэндалл Славин   | Курт Пасториус / Рефракс                        |
| Мэтт Фрюэр       | доктор Рассел Трэш                              |

## Производство

### Разработка
При производстве фильма некоторые персонажи комиксов подверглись изменению. К примеру, Джубили не изображалась как персонаж азиатского происхождения, несмотря на то, что комиксы о Людях Икс и телесериалы представляли её как американку китайского происхождения. Два новых персонажа, Бафф и Рефракс создавались как замена для других героев Marvel. Продюсер Эрик Блейкни хотел включить в фильм Чембера, однако визуализация его способностей показалась руководству студии слишком дорогой для бюджета. Рефракс создавался как замена Чембера, у которого деформировились торс и нижняя половина лица при проявлении способностей. Бафф выступил заменой Хаск, которая сбрасывает кожу, обнажая под ней эпидермис другого состава.

### Локации
Особняк, представленный в фильме как Институт Ксавьера, является Замком Хэтли, который также сыграл роль школы Ксавьера в фильмах «Люди Икс 2», «Люди Икс: Последняя битва», «Люди Икс: Дни минувшего будущего», «Дэдпул», «Люди Икс: Апокалипсис» и «Дэдпул 2». Также он послужил семейным особняком Люторов в телесериале «Тайны Смолвиля» и семейным особняком Квинов в первых сезонах телесериала «Стрела». Также съёмки пилота проходили в закрытой психиатрической больнице и на большой заброшенной фабрике.

## Выход
«Поколение Икс» транслировался на канале Fox в рамках «вечернего блока» 20 февраля 1996 года. Незадолго до выпуска, телефильм первоначально планировался как пилотный эпизод сериала.